# Ralph Broome
Ralph Broome (n. 5 iulie 1889, Dalhousie⁠(d), Himachal Pradesh, India – d. 25 ianuarie 1985, Poole, Anglia, Regatul Unit) a fost un bober ce a reprezentat Regatul Unit al Marii Britanii și al Irlandei de Nord, medaliat olimpic. A participat la o ediție a Jocurilor Olimpice (1924) în care a câștigat o medalie de argint.

## Participări
Lista de mai jos prezintă principalele competiții la care a participat Ralph Broome de-a lungul carierei.
- bobsleigh at the 1924 Winter Olympics – four man event[*]